# Sfruz
Sfruz település Olaszországban, Trento megyében. Lakosainak száma 369 fő (2023. január 1.). Sfruz Predaia, Amblar-Don és Termeno sulla Strada del Vino községekkel határos.

## Népesség
A település népességének változása:
| Lakosok száma | 334  | 347  | 369  |
|               | 2017 | 2018 | 2023 |